# Стоимен Стоилов
Стоимен Стоилов е български художник, работещ в областта на графиката и живописта, с голям принос в изобразителното изкуство. Носител е на Хердерова награда (1991).

## Биография
Стоимен Стоилов е роден на 18 септември 1944 г. във Варна. Завършва графика и илюстрация в ВИИИ „Николай Павлович“ при проф. Владислав Паскалев (1972).
Председател на Варненската група на художниците през 80-те години.
През 1991 г. ателието му във Варна изгаря до основи, много произведения са изгубени. Той се мести да живее във Виена, където печели световна слава. От 2009 г. е професор във Виенския университет.

## Творчество
Художникът на варненското издателство „Георги Бакалов“ Иван Кенаров му предлага още като студент да се върне във Варна и да рисува илюстрации към книги – оказват се книги на Гьоте и Робърт Бърнс. Стоилов е автор на илюстрации и оформление на над 50 книги, между които стиховете на Пенчо Славейков и Димчо Дебелянов.
Негово пано, озаглавено „В света на Йовковите герои“ и голямо 80 кв. м, е разположено в атриума на дом-паметника „Йордан Йовков“ в Добрич през 1980 г.
Стоилов е автор на монументално-декоративната композиция „Х конгрес на БКП“ – стена с мозайка, размери 7/3 м в интериора на Дома-паметник на Партията (БКП) на връх Бузлуджа с арх. Георги Стоилов, (1981).
През 1983 г. заедно с Ванко Урумов осъществяват интериорната декорация на тогавашния Партиен дом на Варна, днес Община Варна. Във входния вестибюл е рисуваното керамично пано на Стоилов „c“ (7,00 х 3,50 м), а в зала 31 стои гобленът му „Младост“ (3,00 х 3,00 м).
Прави самостоятелни изложби в София, Варна, Братислава, Виена, Париж, Осло, Еслинген, Москва, Одеса, Ню Йорк. През последните години работи живопис, а преди това основно графика.
Негови творби са притежание на:
- Австрия:
  - Музей на графичното изкуство „Албертина“, Виена
  - Министерство на външните работи на Австрия
- България:
  - Национална художествена галерия
  - Градска галерия Варна
- Колумбия:
  - Национален музей на изкуството, Богота
- Франция:
  - Национална библиотека на Франция, Париж;
  - Национален фонд на съвременното изкуство, Париж;
  - Фондация „Арт Диалог“, Париж.
- Германия:
  - Музей на изкуството „Вила Меркел“, Еслинген
  - Музей на графичното изкуство Фондация „Шрайнер“, Бад Щебен[11]
  - Градски музей на град Вендлинген[12]
  - Музей „Лудвиг“, Аахен
- Норвегия:
  - Национална галерия за изкуство, Осло;
- Русия:
  - Музей „Пушкин“, Москва
- Швейцария:
  - Музей на изкуството на град Мотие
- Тунис:
  - Национална библиотека на град Тунис
- САЩ:
  - Конгресна библиотека на САЩ, Вашингтон,
  - Градска библиотека на Ню Йорк
  - Университет Принстаун
  - Йейлски университет
  - Библиотека „Строзиер“, щата Флорида
  - Университет на Флорида в Атлантик, колекция „Джафе“
  - Колеж Мидтебъри, библиотека „Стар“.

## Признание и награди[3]
- 1976 – Голямата награда на биеналето в Бърно, Чехия.
- 1982 – Сребърен медал на Международната изложба в Лайпциг, Германия.
- 1983 – Голямата награда на името на Илия Петров за стенопис, присъждана от Съюза на българските художници.
- 1984 – Медал за графика на Арт Експо, Ню Йорк, даван от Фондация „Билан“ за съвременно изкуство.
- 1985 – Голямата награда за български участник на 3-то биенале на графиката във Варна, България.
- 1991 – Хердерова награда за цялостно творчество на Виенския университет, Австрия.

Получавал е и много други български награди за графика и рисунка. Носител е на националната награда за графика на името на Веселин Стайков и националната награда за илюстрация на името на Борис Ангелушев.
Носител на орден „Стара планина“ – I степен (2010).
Носител на най-високото отличие на Министерството на културата “Златен век” - огърлие (2024)